# Ruffles
Ruffles (відомий як Lays Maxx або Lays Max у деяких країнах та Walkers Max, Walkers Max Double Crunch або Walkers Max Strong для Велика Британія та Ірландії ринків) — це американський бренд з гофровані картопляні чипси. The Frito Company придбала права на картопляні чипси бренду Ruffles у 1958 році від їх творця, Бернхардта Штамера, який прийняв торгову марку в 1948 році. а згодом об'єднався з H.W. Lay & Co. в 1961 році. Назва Ruffle використовувалася як Ruffles Lays, коли продукт був вперше представлений в Індії в 1995 році до кінця 90-х.
Продукт названо за аналогією до рюш, смужка тканини іноді збирається, створюючи збір.[джерело?]

## Різновиди
Ruffles виробляються в різних смаках і презентаціях на додаток до традиційних, деякі з цих варіантів виробляються виключно для регіональних ринків, існуючі сорти включають: сметана та цибуля, чеддер та сметана, сир, барбекю, сіль та оцет, вершки, сиру, і гарячі крильця.
В Канаді, а унікальний смак Ruffles відомий як Приправлений це також є найпопулярнішим смаком у країні.[джерело?] All-Dressed — це суміш смаків кетчупу, барбекю, солі та оцту.
В Мексиці він уже продається зі смаком хамону, буйволової сальси, чилі кон кесо, томатної сальси, бекону та лимона.
В Бразилії він має ексклюзивний смак: цибуля та петрушка, але він також мав інші обмежені смаки, такі як якісоба, строганов, медова гірчиця, пепероні, фейхоада, буріто, ребра, піца та лимон.

## Маркетинг
У 2013 році в Бразилії в рекламі Ruffles з'явився талісман: картопля в штанях і сонцезахисних окулярах під назвою Бататіто, яка спочатку з'являлася в рекламі, орієнтованій на дорослу аудиторію. Персонаж також використовувався в рекламних роликах по всій решті Латинської Америки. Востаннє Бататіто з'являвся в 2017 році в рекламі лимонного аромату, який з'являвся поряд з талісманами Pepsi Twist, і це був єдиний раз, коли він з'являвся на упаковці.